# Cierzo

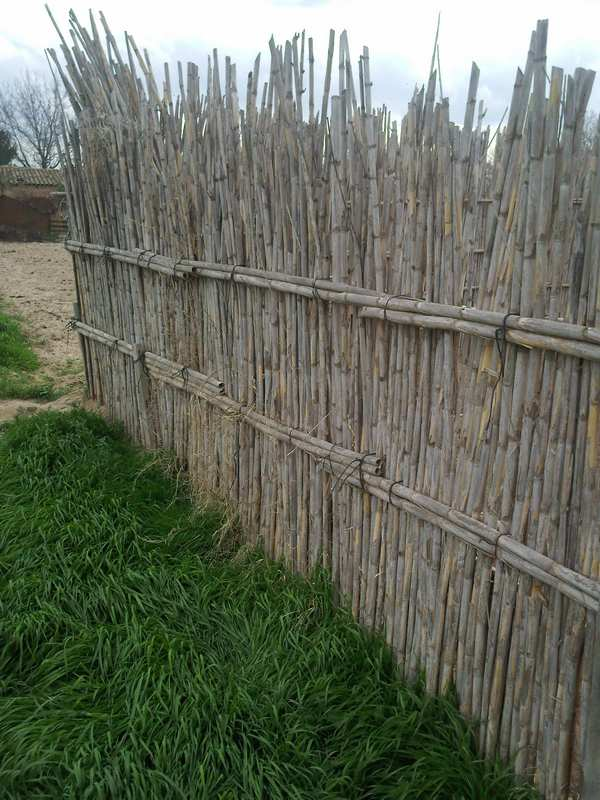
Cerca de canas para proteger do cierzo

O cierzo é um vento que sopra de noroeste na parte setentrional de Espanha, nomeadamente no norte de Castela e Leão, Rioja,  Ribera de Navarra e Aragão. É um vento frio e seco, causado pela diferença de pressão atmosférica entre o mar Cantábrico e o mar Mediterrâneo.
O cierzo pode soprar em qualquer mês do ano, mas é mais frequente no inverno e começos da primavera.[carece de fontes?] Podem ocorrer rajadas de 100 km/h e em julho de 1954 registaram-se mesmo ventos de 160 km/h. Não é de excluir que inclusive camiões se possam voltar. É muito frequente no vale do rio Ebro, na medida em que destrói as culturas e os agricultores são obrigados a proteger as suas culturas hortícolas com barreiras de canas ou com plantação de árvores.
O historiador romano do século II a.C. Catão, o Censor referiu nas suas crónicas que este vento (em latim: cercius) era capaz de derrubar um homem armado ou mesmo carroças carregadas.